# Дискографія Stromae
Дискографія бельгійського співака і автора пісень Stromae складається з трьох студійних альбомів, одного мініальбому, 21 синглу та п'яти промо-синглів.
Його перший мініальбом Juste un cerveau, un flow, un fond et un mic… вийшов в 2007 році. Його другий сингл «Up Saw Liz» був випущений у 2009 році. Другий мікстейп, Mixture Elecstro, був випущений у 2010 році. «Alors on danse» був випущений 26 вересня 2009 року як головний сингл з дебютного студійного альбому співака. Пісня мала величезний міжнародний успіх, досягнувши першого місця в 14 країнах, включаючи Австрію, Бельгію, Данію, Францію, Італію, Нідерланди та Швейцарію.
Дебютний студійний альбом Cheese вийшов 14 червня 2010 року. «Te Quiero» був випущений як другий сингл з альбому, який посів 4 місце в Бельгії. «House'llelujah» був випущений як третій сингл з альбому, який досяг 22 місця в Бельгії.
У 2013 році вийшов другий студійний альбом Racine carrée. Три сингли з альбому посіли перше місце як у Франції, так і в Бельгії. Stromae випустив свій третій альбом Multitude у 2022 році.

## Альбоми

### Студійні альбоми
| Назва                                                                            | Деталі альбому | Пікові позиції у чартах | Пікові позиції у чартах | Пікові позиції у чартах | Пікові позиції у чартах | Пікові позиції у чартах | Пікові позиції у чартах | Пікові позиції у чартах | Пікові позиції у чартах | Пікові позиції у чартах | Пікові позиції у чартах | Сертифікації | Продажі                                        |
| Назва                                                                            | Деталі альбому | BEL (WA)                | BEL (FL)                | AUT                     | CAN                     | DEN                     | FRA                     | GER                     | ITA                     | NLD                     | SWI                     | Сертифікації | Продажі                                        |
| -------------------------------------------------------------------------------- | --- | ----------------------- | ----------------------- | ----------------------- | ----------------------- | ----------------------- | ----------------------- | ----------------------- | ----------------------- | ----------------------- | ----------------------- | --- | ---------------------------------------------- |
| Cheese                                                                           | - Реліз: 11 June 2010 - Лейбл: Mosaert - Формат: CD, LP, digital download, стриминг                                               | 1                       | 7                       | 33                      | 70                      | —                       | 6                       | 29                      | —                       | 69                      | 18                      | - BEL: 3× Platinum - CAN: Gold - FRA: Gold | - FRA: 260,000                                 |
| Racine carrée                                                                    | - Реліз: 16 серпня 2013 - Лейбл: Universal Music Group, B1 Recordings, Mosaert - Формат: CD, 2×LP, цифрове завантаження, стриминг | 1                       | 1                       | —                       | 10                      | 25                      | 1                       | 21                      | 1                       | 1                       | 1                       | - AUT: Gold - BEL: 12× Platinum - CAN: Platinum - EUR: 2× Platinum - FRA: 4× Diamond - GER: Gold - ITA: Platinum - NLD: Platinum - SWI: 5× Platinum | - BEL: 240,000 - FRA: 2,500,000 - NLD: 100,000 |
| Multitude                                                                        | - Реліз: 4 березня 2022 - Лейбл: Universal Music Group, B1 Recordings, Mosaert - Формат: CD, LP, цифрове завантаження, стриминг   | 1                       | 1                       | 2                       | 4                       | 8                       | 1                       | 4                       | 10                      | 1                       | 1                       | - BEL: 2× Platinum - FRA: 2× Platinum | - FRA: 241,000 - WW: 528,000                   |
| «—» релізи, що не потрапили у чарти або не були випущені у відповідних регіонах. | |                         |                         |                         |                         |                         |                         |                         |                         |                         |                         | |                                                |

### Мікстейпи
| Назва                                | Деталі альбому                                                                            |
| ------------------------------------ | ----------------------------------------------------------------------------------------- |
| Freestyle Finest (& Gandhi, K-Deeja) | - Реліз: 2006                                                                             |
| Mixture Elecstro (& DJ Psar)         | - Реліз: 31 жовтня 2009 - Лейбл: Because Music, Kilomaître - Формат: CD, digital download |

### Відеоальбоми
| Назва              | Деталі альбому                                                     | Пікові позиції у чартах | Пікові позиції у чартах | Пікові позиції у чартах | Пікові позиції у чартах | Пікові позиції у чартах | Пікові позиції у чартах | Пікові позиції у чартах | Сертифікації   | Продажі       |
| Назва              | Деталі альбому                                                     | BEL (WA)                | BEL (FL)                | FRA                     | ITA                     | NLD                     | SWI                     | SWE                     | Сертифікації   | Продажі       |
| ------------------ | ------------------------------------------------------------------ | ----------------------- | ----------------------- | ----------------------- | ----------------------- | ----------------------- | ----------------------- | ----------------------- | -------------- | ------------- |
| Racine carrée Live | - Реліз: 11 грудня 2015 - Лейбл: Sony Music - Формат: DVD, Blu-ray | 1                       | 1                       | 1                       | 3                       | 1                       | 1                       | 3                       | - FRA: Diamond | - FRA: 60,000 |

### Збірки
| Назва                                                                            | Деталі альбому                                                  | Пікова позиції у чартах | Пікова позиції у чартах | Пікова позиції у чартах | Пікова позиції у чартах |
| Назва                                                                            | Деталі альбому                                                  | BEL (WA)                | BEL (FL)                | FRA                     | SWI                     |
| -------------------------------------------------------------------------------- | --------------------------------------------------------------- | ----------------------- | ----------------------- | ----------------------- | ----------------------- |
| Cheese + Racine carrée                                                           | - Реліз: 18 серпня 2017 - Лейбл: Mercury Records - Формат: 2×CD | 112                     | 199                     | 35                      | —                       |
| «—» релізи, що не потрапили у чарти або не були випущені у відповідних регіонах. |                                                                 |                         |                         |                         |                         |

### Мініальбоми
| Назва                                         | Деталі альбому                                                                                                 |
| --------------------------------------------- | --- |
| Juste un cerveau, un flow, un fond et un mic… | - Реліз: 2007 - Лейбл: Institut national de radioélectricité et cinématographie - Формат: CD, digital download |

## Сингли

### Як головний виконавець
| Назва                                                                            | Рік  | Пікові позиції у чартах | Пікові позиції у чартах | Пікові позиції у чартах | Пікові позиції у чартах | Пікові позиції у чартах | Пікові позиції у чартах | Пікові позиції у чартах | Пікові позиції у чартах | Пікові позиції у чартах | Пікові позиції у чартах | Сертифікації | Альбом                               |
| Назва                                                                            | Рік  | BEL (WA)                | BEL (FL)                | AUT                     | DEN                     | FRA                     | GER                     | ITA                     | NLD                     | SWI                     | UK                      | Сертифікації | Альбом                               |
| -------------------------------------------------------------------------------- | ---- | ----------------------- | ----------------------- | ----------------------- | ----------------------- | ----------------------- | ----------------------- | ----------------------- | ----------------------- | ----------------------- | ----------------------- | --- | ------------------------------------ |
| «Faut qu't'arrêtes le rap…» (з J.E.D.I.)                                         | 2005 | —                       | —                       | —                       | —                       | —                       | —                       | —                       | —                       | —                       | —                       | | Сингли поза альбомом                 |
| «Enfants de l'an 2000» (з Shadow Loowee та Ekila)                                | 2009 | —                       | —                       | —                       | —                       | —                       | —                       | —                       | —                       | —                       | —                       | | Сингли поза альбомом                 |
| «Up Saw Liz»                                                                     | 2009 | —                       | —                       | —                       | —                       | —                       | —                       | —                       | —                       | —                       | —                       | | Mixture Elecstro                     |
| «Alors on danse»                                                                 | 2009 | 1                       | 1                       | 1                       | 1                       | 1                       | 1                       | 1                       | 1                       | 1                       | 25                      | - BEL: 3× Platinum - CAN: 4× Platinum - DEN: Platinum - FRA: Diamond - GER: 5× Gold - ITA: 2× Platinum - NLD: Platinum - SWI: 2× Platinum - UK: Gold - US: Gold | Cheese                               |
| «Bienvenue chez moi»                                                             | 2010 | —                       | —                       | —                       | —                       | —                       | —                       | —                       | —                       | —                       | —                       | | Cheese                               |
| «Te Quiero»                                                                      | 2010 | 4                       | 17                      | —                       | —                       | 153                     | —                       | —                       | 70                      | 62                      | —                       | - BEL: Gold | Cheese                               |
| «House'llelujah»                                                                 | 2010 | 22                      | —                       | —                       | —                       | —                       | —                       | —                       | —                       | —                       | —                       | | Cheese                               |
| «Rail de musique»                                                                | 2010 | —                       | —                       | —                       | —                       | —                       | —                       | —                       | —                       | —                       | —                       | | Cheese                               |
| «Peace or Violence»                                                              | 2010 | 12                      | —                       | 74                      | —                       | —                       | —                       | —                       | —                       | —                       | —                       | | Cheese                               |
| «Papaoutai»                                                                      | 2013 | 1                       | 3                       | 3                       | —                       | 1                       | 6                       | 10                      | 2                       | 4                       | —                       | - AUT: Gold - BEL: 3× Platinum - CAN: 2× Platinum - FRA: Diamond - ITA: 2× Platinum - SWI: 2× Platinum - NLD: Platinum - UK: Silver - US: Gold                  | Racine carrée                        |
| «Formidable»                                                                     | 2013 | 1                       | 1                       | 36                      | 20                      | 1                       | 39                      | 16                      | 2                       | 13                      | —                       | - BEL: 3× Platinum - CAN: Platinum - DEN: Platinum - FRA: Diamond - ITA: Gold - SWI: Platinum                                                                   | Racine carrée                        |
| «Tous les mêmes»                                                                 | 2014 | 1                       | 4                       | —                       | 10                      | 1                       | —                       | 5                       | 29                      | 27                      | —                       | - BEL: Platinum - FRA: Platinum - ITA: 2× Platinum | Racine carrée                        |
| «Ta fête»                                                                        | 2014 | 2                       | 6                       | —                       | —                       | 30                      | —                       | —                       | 45                      | —                       | —                       | - BEL: Platinum | Racine carrée                        |
| «Ave Cesaria»                                                                    | 2014 | 45                      | —                       | —                       | —                       | 97                      | —                       | —                       | —                       | —                       | —                       | | Racine carrée                        |
| «Meltdown» (з Lorde, Pusha T, Q-Tip та Haim)                                     | 2014 | 5                       | 7                       | —                       | —                       | 107                     | —                       | —                       | —                       | —                       | —                       | | The Hunger Games: Mockingjay, Part 1 |
| «Carmen»                                                                         | 2015 | 46                      | 31                      | —                       | —                       | 67                      | —                       | —                       | —                       | —                       | —                       | | Racine carrée                        |
| «Quand c'est?»                                                                   | 2015 | —                       | 39                      | —                       | —                       | 142                     | —                       | —                       | —                       | —                       | —                       | | Racine carrée                        |
| «Repetto X Mosaert»                                                              | 2017 | —                       | —                       | —                       | —                       | —                       | —                       | —                       | —                       | —                       | —                       | | Сингли поза альбомом                 |
| «Défiler»                                                                        | 2018 | 7                       | 29                      | —                       | —                       | 8                       | —                       | —                       | —                       | —                       | —                       | | Сингли поза альбомом                 |
| «Santé»                                                                          | 2021 | 1                       | 2                       | —                       | —                       | 3                       | —                       | —                       | 22                      | 7                       | —                       | - BEL: 2× Platinum - FRA: Platinum | Multitude                            |
| «L'enfer»                                                                        | 2022 | 1                       | 1                       | —                       | —                       | 1                       | —                       | —                       | 6                       | 2                       | —                       | - BEL: 3× Platinum - FRA: Diamond | Multitude                            |
| «Fils de joie»                                                                   | 2022 | 3                       | 28                      | —                       | —                       | 6                       | —                       | —                       | 30                      | 8                       | —                       | - BEL: Platinum | Multitude                            |
| «Mon amour» (сольно або з Camila Cabello)                                        | 2022 | 6                       | 18                      | —                       | —                       | 24                      | —                       | —                       | —                       | 90                      | —                       | - BEL: Gold | Multitude                            |
| «—» релізи, що не потрапили у чарти або не були випущені у відповідних регіонах. |      |                         |                         |                         |                         |                         |                         |                         |                         |                         |                         | |                                      |

### Як запрошений виконавець
| Назва                                                                            | Рік  | Пікові позиції у чартах | Пікові позиції у чартах | Пікові позиції у чартах | Пікові позиції у чартах | Сертифікації   | Альбом                           |
| Назва                                                                            | Рік  | BEL (WA)                | BEL (FL)                | FRA                     | SWI                     | Сертифікації   | Альбом                           |
| -------------------------------------------------------------------------------- | ---- | ----------------------- | ----------------------- | ----------------------- | ----------------------- | -------------- | -------------------------------- |
| «La pluie» (Orelsan з Stromae)                                                   | 2017 | 2                       | —                       | 10                      | —                       | - FRA: Diamond | Альбом Orelsan La fête est finie |
| «Comme dab» (Vitaa з Stromae)                                                    | 2017 | —                       | —                       | 66                      | —                       | - FRA: Gold    | Альбом Vitaa J4M                 |
| «—» релізи, що не потрапили у чарти або не були випущені у відповідних регіонах. |      |                         |                         |                         |                         |                |                                  |

### Промо-сингли
| Назва                                                                            | Рік  | Пікові позиції у чартах | Пікові позиції у чартах | Пікові позиції у чартах | Альбом        |
| Назва                                                                            | Рік  | BEL (WA)                | BEL (FL)                | FRA                     | Альбом        |
| -------------------------------------------------------------------------------- | ---- | ----------------------- | ----------------------- | ----------------------- | ------------- |
| «Je cours»                                                                       | 2010 | 16                      | 15                      | —                       | Cheese        |
| «Humain à l'eau»                                                                 | 2013 | 47                      | —                       | 110                     | Racine carrée |
| «—» релізи, що не потрапили у чарти або не були випущені у відповідних регіонах. |      |                         |                         |                         |               |

## Інші пісні

### Як запрошений виконавець
| Назва                            | Рік  | Альбом                           |
| -------------------------------- | ---- | -------------------------------- |
| «Putain putain» (Arno з Stromae) | 2014 | Альбом Arno Le coffret essentiel |

### Інші пісні у чартах
| Назва                                                                            | Рік  | Пікові позиції у чартах | Пікові позиції у чартах | Пікові позиції у чартах | Сертифікації | Альбом        |
| Назва                                                                            | Рік  | BEL (WA)                | BEL (FL)                | FRA                     | Сертифікації | Альбом        |
| -------------------------------------------------------------------------------- | ---- | ----------------------- | ----------------------- | ----------------------- | ------------ | ------------- |
| «Silence»                                                                        | 2010 | 26                      | —                       | —                       |              | Cheese        |
| «Bâtard»                                                                         | 2013 | 37                      | —                       | 52                      |              | Racine carrée |
| «Moules frites»                                                                  | 2013 | —                       | —                       | 189                     |              | Racine carrée |
| «Carmen»                                                                         | 2013 | —                       | —                       | 109                     |              | Racine carrée |
| «Sommeil»                                                                        | 2013 | —                       | —                       | 142                     |              | Racine carrée |
| «Merci»                                                                          | 2013 | —                       | —                       | 143                     |              | Racine carrée |
| «AVF» (з Maître Gims та Orelsan)                                                 | 2013 | 38                      | —                       | 43                      |              | Racine carrée |
| «Invaincu»                                                                       | 2022 | —                       | —                       | 7                       | - BEL: Gold  | Multitude     |
| «La solassitude»                                                                 | 2022 | 39                      | —                       | 8                       | - BEL: Gold  | Multitude     |
| «C'est que du bonheur»                                                           | 2022 | —                       | —                       | 16                      |              | Multitude     |
| «Pas vraiment»                                                                   | 2022 | —                       | —                       | 17                      |              | Multitude     |
| «Riez»                                                                           | 2022 | —                       | —                       | 18                      |              | Multitude     |
| «Déclaration»                                                                    | 2022 | —                       | —                       | 25                      |              | Multitude     |
| «Mauvais journée»                                                                | 2022 | —                       | —                       | 26                      |              | Multitude     |
| «Bonne journée»                                                                  | 2022 | —                       | —                       | 22                      | - BEL: Gold  | Multitude     |
| «—» релізи, що не потрапили у чарти або не були випущені у відповідних регіонах. |      |                         |                         |                         |              |               |

## Музичні відео

### Як головний виконавець
| Назва                                    | Рік  | Режисер(и)                    | Прим.  |
| ---------------------------------------- | ---- | ----------------------------- | ------ |
| «Faut qu't'arrêtes le rap…» (з J.E.D.I.) | 2005 | Н/Д                           |        |
| «Minimalistyle»                          | 2007 | Н/Д                           |        |
| «Promo-son»                              | 2007 | Н/Д                           |        |
| «Freestyle Finest» (& Gandhi, K–Deeja)   | 2008 | Н/Д                           |        |
| «C'est Stromae»                          | 2008 | Н/Д                           |        |
| «Si tu veux me faire du buzz…»           | 2008 | Н/Д                           |        |
| «…buzz des mains»                        | 2008 | Н/Д                           |        |
| «Up Saw Liz»                             | 2009 | Н/Д                           |        |
| «Alors on danse»                         | 2010 | Stromae, Jérôme Guiot         | [ 52 ] |
| «Te Quiero»                              | 2010 | Н/Д                           |        |
| «House'llelujah»                         | 2010 | Н/Д                           |        |
| «Je cours»                               | 2011 | Jérôme Guiot                  | [ 53 ] |
| «Peace or Violence»                      | 2011 | Joris Rabijns, Raf Reyntjens  | [ 55 ] |
| «Formidable»                             | 2013 | Jérôme Guiot                  | [ 56 ] |
| «Papaoutai»                              | 2013 | Raf Reyntjens                 | [ 57 ] |
| «Tous les mêmes»                         | 2013 | Henry Scholfield              | [ 58 ] |
| «Ta fête»                                | 2014 | Lieven van Baelen             | [ 59 ] |
| «Carmen»                                 | 2015 | Sylvain Chomet                | [ 60 ] |
| «Quand c'est?»                           | 2015 | Xavier Reyé                   | [ 61 ] |
| «Défiler»                                | 2018 | Luc Junior Tam, Sacha Wiernik | [ 62 ] |

## Нотатки
1. ↑  Збірка Cheese + Racine carrée не потрапила у Albums Top 100, але посіли 47 місце у чарті Romandy Top 50 Singles.
2. ↑  Сингл «Bienvenue chez moi» не потрапив у Ultratop 50, але посів 42 місце у чарті Wallonish Back Catalogue Singles.
3. ↑  Сингл «House'llelujah» не потрапив у Ultratop 50, але посів 30 місце у чарті Flemish Ultratip.
4. ↑  Сингл «Peace or violence» не потрапив у Ultratop 50, але посів 12 у чарті Flemish Ultratip.
5. ↑  Сингл «Ave Cesaria» не потрапив у Ultratop 50, але посів 3 у чарті Flemish Ultratip.
6. ↑  Сингл «Carmen» не потрапив у Single Top 100, але посів 30 місце у чарті Single Tip
7. ↑  Сингл «Quand c'est?» не потрапив у Ultratop 50, але посів 5 у чарті Wallonish Ultratip.
8. ↑  Сингл «Quand c'est?» не потрапив у Single Top 100, але досяг 15 мсіця у чарті Single Tip.
9. ↑  Сингл «Défiler» не потрапив у Singles Top 100, але досяг 9 місця у чарті Romandy Top 20 Singles.
10. ↑  Сингл «L'enfer» не потрапив у Single Top 100, але досяг 11 місця у чарті Single Trending Charts[50]
11. ↑  Сингл «Mon amour» не потрапив у Single Top 100, але посів 6 місце у чарті Single Tip chart[51].
12. ↑  Сингл «La pluie» не потрапив у Ultratop 50, але посів 14 мсце у чарті Flemish Ultratip.
13. ↑  Сингл «La pluie» не потрапив у Singles Top 100, але посів 15 місце у чарті Romandy Top 20 Singles.
14. ↑  Сингл «Comme dab» не потрапив у Ultratop 50, але посів 9 місце у чарті Wallonish Ultratip.
15. ↑  Була також випущена версія кліпу з цензурою[54].